# Philodendron flumineum
Philodendron flumineum är en kallaväxtart som beskrevs av Eduardo G. Gonçalves. Philodendron flumineum ingår i släktet Philodendron och familjen kallaväxter. Inga underarter finns listade.